# The Emancipation of Mimi
Albums de Mariah Carey
The Remixes
(2003) E=mc2
(2008)
Singles
1. It's Like That
Sortie : 25 janvier 2005
2. We Belong Together
Sortie : 29 mars 2005
3. Shake It Off
Sortie : 25 juillet 2005
4. Get Your Number
Sortie : 3 octobre 2005
5. Don't Forget About Us
Sortie : 12 décembre 2005
6. Say Somethin'
Sortie : 3 avril 2006
7. Fly Like a Bird
Sortie : 3 avril 2006

The Emancipation of Mimi est le dixième album studio réalisé et interprété par Mariah Carey. Il sort sous le label Island Records le 12 avril 2005. Cet album est un nouveau départ depuis Charmbracelet, influencé par la pop. The Emancipation of Mimi se focalise sur le R'n'B, la soul et le gospel des années 1970. À part quelques performances vocales, l'album comporte plusieurs chansons rythmiques qui en font un album pour la fête. Carey écrit et produit la plupart de l'album avec Jermaine Dupri, Johntà Austin, Manuel Seal, James Poyser et James Wright.
Musicalement, l'album a un style différent du précédent. Le premier single de Charmbracelet était Through the Rain, une ballade lente. The Emancipation of Mimi, cependant, utilise une autre approche, le rythme et les sonorités clubs de It's Like That, avant de diffuser une autre ballade. Carey inclut d'autres genres musicaux comme le gospel et la soul présentes dans Fly Like a Bird. Dans l'album, d'autres artistes mêlent leurs voix à celle de Carey comme Dupri, Snoop Dogg, Twista et Nelly, qui sont aussi producteurs de To the Floor.
The Emancipation of Mimi reçoit de très bonnes critiques : certains disent qu'elle retourne à ses bases et d'autres que c'est le retour de sa « voix ». Ils complimentent la vision plus large qu'offre l'album, contrairement aux précédents albums qui exposaient une musique plus contemporaine et plus lente. L'album débute à la première place du Billboard 200 et permet à Carey d'obtenir les plus fortes ventes hebdomadaires pour un de ses albums. De plus, il se trouve dans la plupart des top 5 des hit-parades : en Argentine, au Canada, en France, au Japon, aux Pays-Bas et en Europe. L'album récoltent les plus fortes ventes aux États-Unis en 2005 et est le second album le mieux vendu dans le monde. À ce jour, The Emancipation of Mimi s'est vendu à douze millions d'exemplaires.
Plusieurs singles sortent, partout dans le monde pour certains et dans quelques territoires pour d'autres. It's Like That, le premier, devient le plus grand succès de Carey dans les années 2000 au moment de sa sortie, atteignant le top 20 de la plupart des hit-parades. En plus, il reçoit de très bonnes critiques, ce qui n'est plus fréquent pour les singles de la chanteuse à l'époque. We Belong Together, le second single, connaît beaucoup de succès dans le monde. Il devient le seizième numéro un de la chanteuse aux États-Unis et y reste quatorze semaines non-consécutives. Le magazine Billboard la nomme « chanson de la décennie ». Elle est également numéro un en Australie et Nouvelle-Zélande et atteint le top 5 au Danemark, aux Pays-Bas, en Irlande, Espagne, Suisse et Royaume-Uni.

## Genèse
« J'ai travaillé très très dur pendant beaucoup d'années et je n'ai jamais pris une pause », dit-elle. « Et l'année dernière, je suis devenue très épuisée et ai fini tout simplement par ne plus me sentir bien physiquement. J'ai appris ce que cela faisait de travailler durement mais aussi à rester en bonne santé et prendre soin de moi, et maintenant, je me sens vraiment bien ».
Avant la sortie de The Emancipation of Mimi, Carey est non seulement passée par des problèmes personnels, mais aussi professionnels et commerciaux. À la suite du divorce avec son mari et manager, Tommy Mottola, la chanteuse exerce un contrôle plus conséquent sur sa carrière et dévoile un côté plus sexy dans Butterfly (1997), le premier album qui suit leur séparation. Avec la sortie de Rainbow en 1999, Carey continue dans cette tendance, plus marquée avec Heartbreaker, le premier single de l'album, qui mélange R'n'B et hip-hop. Lorsqu'il compare les changements de Carey à Dirrty, Andre Meyer de CBC News dit : « Mariah peut devenir méchante, mais elle le fait avec un clin d'œil complice ». Selon Meyer, Carey fait cela pour « rester dans un montage pop ». Tout au long de sa carrière dans les années 1990, elle a peu à peu diminuer sa voix selon Meyer pour faire un son « plus ghetto ». Elle a également cessé de travailler avec Walter Afanasieff et Babyface pour poursuivre un nouveau genre avec Jermaine Dupri et Sean Combs. Meyer commente : « Bien que ce n'est pas le premier exploit en hip-hop, elle le fait avec beaucoup de ferveur ». Cependant la nouvelle voix de Carey est « subtilement offensive » comparé à son travail dans les années 1990 et se « retire » dans certaines chansons et se « cache » à cause de la production. Meyer dit que la voix de Carey est de plus en plus « faible » et les chansons sont plus fortes. Cependant, il ajoute que sa présence à la radio est toujours « incontournable ».
Après le succès de Rainbow, Carey et Columbia Records, où Mottola travaillait, rompent leur contrat. Une polémique incendie l'industrie musicale en 1999, dans laquelle Mottola et Benny Medina se seraient servis de samples utilisés par Carey pour les donner à Jennifer Lopez. Carey décide de s'aventurer dans le cinéma avec Glitter,. Il a été éreinté par les critiques et récoltent moins de huit millions de dollars en recettes,. La bande originale du film a mieux marché et un single arrivera en seconde du hit-parade tandis que la bande originale se vendra à trois millions d'exemplaires. Cependant, à la suite de l'échec du film et de sa bande originale, Carey signe un contrat de cent millions de dollars avec Virgin Records qui lui rembourse 28 millions. Avant le nouveau projet, Carey décide de séjourner à un hôpital du Connecticut après son apparition controversée au Total Request Live, émission où elle a distribué des glaces aux fans et eu « un comportement inhabituel, ». Après avoir laissé des messages troublants sur son site, Carey se rend à l'hôpital à cause d' « une dégradation physique et émotionnelle ». Carey s'envole ensuite pour Capri en Italie, après ses deux semaines d'hospitalisation. Elle y reste cinq mois et commence à écrire et produire des nouvelles chansons pour son nouvel album. L'italie était la destination choisie à cause de mauvaises expériences qu'elle a connu ces derniers mois. Après avoir signé avec Island Records et créé un nouveau label, la chanteuse sort son album « comeback » intitulé Charmbracelet en 2002. Les critiques reconnaissent qu'il y a une nette amélioration depuis Glitter mais qu'il ne peut pas reconquérir sa popularité mondiale et rétablir son image des années 1990. Plusieurs d'entre eux disent que sa voix est plus faible et qu'elle ne peut pas atteindre le même degré de puissance que dans les années 1990. Cependant, trois ans après avec la sortie de The Emancipation of Mimi, la popularité de Carey rebondi et les critiques affirment qu'il s'agit d'un retour, ainsi que d'une émancipation par rapport aux deux précédents albums.

### Titre et développement
Après avoir reçu des mauvaises critiques pendant trois ans, Carey commence à planifier son retour à la musique. Dans un message qu'elle poste sur son site officiel le 18 novembre 2004, elle révèle le nom de son futur album, The Emancipation of Mimi, dérivé de son surnom, « Mimi ». Elle dit également qu'elle prévoit de le sortir en mars 2005 et elle a expliqué le choix du titre car plusieurs médias l'avaient déjà révélé avant elle. Elle déclare que le titre de l'album est « très différent » pour elle et que « Mimi » est un « surnom très personnel » seulement usité par ses proches, et « pour [elle], le nom Mimi [lui] rappelle des choses positives ». Toutefois, en intitulant l'album par ce nom, Carey annonce qu'elle casse ses limites et permet à ses fans d'être plus intime avec elle. Tout en enregistrant l'album et apprenant que les gens commencent à l'appeler « Mimi », Antonio Reid dit à la chanteuse : « Je te sens impliquée dans ce disque. Tu devrais utiliser ce nom pour le titre, car c'est le côté fun que les gens n'arrivent pas à voir en toi – le côté secondaire qui se moque de la diva, qui se moque de la rupture, qui se moque de ce qu'on peut dire sur vous et juste vivre sa vie en s'amusant ». Plus tard, la chanteuse annonce qu'il aurait été « honteux » d'appeler l'album The Emancipation of Mariah Carey.
Jennifer Vinneyard de MTV remarque que The Emancipation of Mimi semblerait faire ce que Charmbracelet n'a pas fait, pour son « retour post-Glitter et post-rupture ». D'une manière similaire, elle sent aussi que Carey a « brisé » les « chaînes » de son ex-manager Tommy Mottola. Après avoir rapporté que Say Somethin', en duo avec Snoop Dogg, pourrait être le premier single, le DJ Envy suggère à Carey de choisir une chanson plus tournée vers le hip-hop. Envy commente : « Je pense qu'elle est en train de faire comme elle a fait l'année dernière et va plus vers le hip-hop. Elle doit tenir son public et doit juste faire un remix sinon cela ne marchera pas ». Tandis que DJ Envy admet que Carey aura toujours son public de base, « son intérêt pour le grand public dépend de la musique qui sera écoutée ». Meyer pense que l'album est un changement à long terme pour Carey dans la pop, tout en offrant « l'atmosphère R'n'B qui ont rendu les Destiny's Child si puissantes ». Il en vient à dire que Mimi est « puissant » et ajoute : « Mariah recommence à chanter – tandis qu'elle pousse encore les limites avec ses tenues ».

## Composition et enregistrement
En novembre 2004, Carey a déjà écrit plusieurs chansons pour son dixième album, The Emancipation of Mimi. Lors d'un entretien avec L.A. Reid, celui-ci suggère à Carey de composer quelques bons singles, pour s'assurer que le projet fonctionne dans le commerce. Il lui rappelle qu'elle a déjà écrit beaucoup de belles chansons avec Jermaine Dupri et lui recommande d'aller à Atlanta pour avoir un bref rendez-vous avec lui. Dans une interview avec MTV, Carey rappelle comment le processus a vu le jour : « L.A. Reid disait : « Jermaine et toi faites de la magie ensemble, pourquoi ne pas aller en studio avec lui ? » Je lui ai répondu : « J'adore Jermaine, est-il libre ? Je sais qu'il fait un million de choses, entre Usher et les autres ». Mais Jermaine a dit : « Viens faire un tour » ». Au cours de ses deux jours à Atlanta, le duo écrit et produit quatre singles éventuels comme Shake It Off et Get Your Number. À ce moment, Carey et son management décident de changer le premier single, qui est Say Somethin' ; une collaboration entre Carey, Snoop Dogg et Pharrell Williams. Carey se rappelle qu'en écoutant la démo de Shake It Off, elle savait que « ce serait ma chanson préférée » et décide de la choisir comme l'un des premiers singles de l'album. Dans une interview avec MTV, Carey parle des plusieurs sentiments qui ont influencé la composition de l'album avant son voyage à Atlanta :

« J'ai commencé à m'anticiper. Et puis, j'ai réalisé que je devais y aller avec mes tripes. Parce que tout le monde a une opinion, et beaucoup de ces opinions sur moi sont totalement opposées. D'un côté, ils disent : « Nous l'aimons quand elle fait des ballades, elle doit faire des ballades ». De l'autre : « Nous voulons entendre un morceau hip-hop. Pourquoi est-elle habillée comme ça ? Elle devrait plus se montrer ». Vous voyez ce que je veux dire ? Je dois « Rester dans cette voie et je vais le découvrir ». »

Lors d'un dernier entretien entre Carey et Reid, celle-ci décide de retourner à Atlanta, dans l'espoir d'écrire d'autres belles chansons. Lors du second voyage, Dupri et elle écrivent deux dernières chansons et l'ajoutent à l'album, We Belong Together et It's Like That. Selon elle : « OK, nous aimons Shake It Off. Nous ne savons pas comment nous pouvons faire mieux, alors essayons. Il se trouve que It's Like That est le meilleur coup de fouet pour l'album et We Belong Together est la meilleure chanson ». Après avoir écouté les deux dernières chansons qu'ils ont composé, Carey et son management décident à l'unanimité de choisir It's Like That comme premier single même si Carey aurait préféré que Shake It Off soit le premier. Carey raconte son voyage à Atlanta : « Je lui étais reconnaissante à mon arrivée. Et je lui ai dit que nous avions écrit pas mal de mes chansons favorites. Je suis tellement fière de Jermaine – il est tellement concentré, et il sait ce qu'il faut faire. Et vous ne pouvez jamais remercier son talent ». Après la sortie de l'album, Carey parle de ses influences pour l'album lors d'une interview avec MTV :

« L'album ne doit pas rendre les producteurs âgés plus heureux parce que je suis retournée à mes bases, les ballades dépressives, où quelque chose ancrée dans les drames de ma vie. Ce que j'ai essayé de faire était de garder les sessions très éloignées comme dans la soul des années 1970, quand tous les musiciens étaient là, se nourrissant de l'autre – vocalement, cela me montre où je vais et je leur donne l'atmosphère musicale. »

## Musique et paroles
The Emancipation of Mimi est un « retour aux sources » pour Carey et l'album le plus personnel des années 2000. Son album précédent, Charmbracelet, est un mélange de R'n'B et d'adulte contemporain tandis que Glitter est un mélange de la pop des années 1980 et du disco. Selon Dimitri Ehrlich, journaliste de Vibe, l'album prend deux tournures musicales opposées :

« Mimi tire Carey dans deux directions opposées. La plupart des pistes trouvent leurs jumelles dans les producteurs hip-hop d'aujourd'hui ; ici, elle fait preuve de modération et s'installe dans un groove. Mais sur le reste, elle fait ce qui vient le plus naturellement selon le désir de son cœur, peut-être pour calmer ce qui ne se soucient pas de son détour dans le rap. »

It's Like That, la première chanson de l'album, a été écrite par Carey et produite par Jermaine Dupri. Jozen Cummings de PopMatters estime qu'il s'agit d'une parfaite introduction pour le « sentiment d'insouciance » du reste de l'album. It's Like That présente des applaudissements et des sifflets et des ad libitum de Dupri et Fatman Scoop. Mis à part une forte bassline, il contient une progression d'accords avec un piano et des cordes. Selon Cummings, avec ses voix et sa structure, la chanson « est capable d'être accrocheuse à un état épidémique ». Les paroles parlent de la célébration de Carey envers son émancipation, « I came to have a party/Open off that Bacardi…Purple taking me higher/I'm lifted and I like it ». Selon Sal Cinquemani de Slant Magazine, les paroles et le rythme placent le bar idéal pour la chanson, préparant l'auditeur au « thème de la fête ». La seconde chanson et le second single de l'album, We Belong Together est aussi produite par Carey et Dupri. Ehrlich la décrit comme « la lamentation d'un cœur brisé pour l'amour ». Sa structure présente des claquements de doigts, une grosse caisse et une mélodie emmenée par un piano. Il écrit : « À l'ouverture des notes aiguës », Carey fait de We Belong Together une chanson « indémodable ». Les critiques disent que la voix de Carey à la fin de la chanson ravive la joie des fans de Carey qui a retrouvé ses capacités pour les ballades. Carey écrit la ballade gospel Fly Like a Bird avec James Wright. La chanson s'inspire fortement du jazz des années 1950 et est un message envers un amour inconditionnel pour Dieu,. Clarence Keaton, un défunt pasteur, est présent dans deux parties de la chanson, où il donne deux versets de la Bible. La chanson est « classique » selon Tom Ferguson de Billboard et « recouronne la diva avec sa voix hors pair ». Ehrlich écrit que dans la chanson, Carey est « capable d'exercer pleinement ses capacités vocales » et prouve qu'elle peut « repousser ses imitateurs hors de la scène ». Similairement, Cinquemani dit que la chanson aide Carey à être « à nouveau aimable ». Les paroles traitent d'une croyante qui s'exprime à Dieu, « Sometimes this life can be so cold/I pray you'll come and carry me home, Carry me higher, higher, higher ». La chanson présente une chorale de gospel à un moment où Carey utilise la voix de sifflet. Dans une interview avec CBS News, Carey répond aux réactions de ses fans qui ont entendu Fly Like a Bird, ainsi que de ses sentiments envers la chanson et ses ballades en général :

« Je n'ai jamais perdu la foi. J'ai toujours su qui j'étais et mes fans aussi. J'ai toujours pensé : « C'est trop personnel, personne ne pourra se relater à moi, c'est trop spécifique à ma vie » et puis ces chansons, ce sont souvent ce que les filles disent : « Ça m'a aidé à traverser les pires moments de ma vie. Merci beaucoup de l'avoir écrit ». C'est la récompense. C'est la vraie récompense. »

Une autre chanson que Carey a écrite est Say Somethin', un duo avec Snoop Dogg et produite par The Neptunes. Ehrlich la considère comme une « bizarrerie musicale », présentant une « instrumentation étrange, des changements mélodiques bizarres, des motifs rythmiques trépidants et un lit de synthés ». Dans la chanson, le protagoniste demande : « If its worth your while, say something good to me » dans le but d'engager une activité sexuelle avec la personne. Durant le couplet de Snoop Dogg, il décrit des détails intimes lors d'une rencontre, et veut faire l'expérience avec elle. Selon Cummings, « Carey ajoute son air désinvolte, avec une voix sexy mais subtile, comme une femme timide qui n'a pas besoin de dire quelque chose pour attirer l'attention d'un homme ». Mine Again est une chanson qu'écrit Carey avec James Poyser. La ballade se compose de claviers électroniques et d'un son rythmique, tout en mélangeant le gospel et le R'n'B. Selon Ehrlich, elle est « sincère et émotionnelle », tandis que Cinquemani pense qu'elle « mettrait son talent en compétition, ». Vers la fin de sa critique, Ehrlich revisite la structure du yin et du yang dans l'album :

« Mariah revient à sa formule gagnante avec Mimi. Sa méthode du yin et du yang, avec son mix schizophrénique des années 1980 et du hip-hop du XXIe siècle, des maîtres mots pour Emancipation. Donc si elle veut continuer à brandir ses dons pour l'expression et capitaliser sur des collaborations avec les plus grandes stars d'aujourd'hui, elle doit aller droit devant. Ses fans ont toujours soif d'elle. »

## Accueil

### Critique
À l'époque de sa sortie, The Emancipation of Mimi devient l'album le mieux reçu de Carey. Sur le site Metacritic, qui fait la moyenne de plusieurs critiques, l'album reçoit la note de 64/100 et a « généralement de bonnes critiques ». Stephen Thomas Erlewine d'AllMusic, dit que l'album est « une pièce de dance-pop très artisanale » et pense que même s'il n'est pas aussi doux qu'il le devrait, l'album est « un retour relatif » pour Carey. Outre l'éloge, Erlewine partage une critique commune de l'album et la voix de Carey qui est « endommagée » par rapport à ses « années glorieuses » dans les années 1990. Il fait remarquer que des chansons comme Fly Like a Bird et I Wish You Knew, la voix de Carey est « désinvolte, faible et endommagée comme dans Charmbracelet ». Michael Paoletta de Billboard critique moins sa voix : « Même si sa voix a perdu de la puissance au fil des années, Mimi se montre habilement à travers les paroles et la production ». Paoletta ajoute qu'il s'agit de son meilleur album depuis Butterfly. Michael Dougall Bell de Calgary Sun complimente la voix de Carey qui est « très impressionnante ». Bell conclut sa critique : « Bien que Emancipation ne peut pas faire revenir Carey à ses débuts, où sa voix avait un grand mérite, au moins, elle n'est pas en chute libre – elle s'est simplement stabilisée ». Tom Sinclair d'Entertainment Weekly fait l'éloge de sa voix, soulignant le fait que toutes les chansons « montre les indéniables capacités vocales de Carey ». Après Fly Like a Bird, Sinclair conclut sa critique : « C'est si émouvant que nous allons résister à la tentation d'être grossier et d'interpréter la chanson comme un plaidoyer pour acheter l'album. Une aide d'en haut est toujours la bienvenue mais Emancipation peut être bon par lui-même ».
Caroline Sullivan de The Guardian donne une note de quatre étoiles sur cinq et le trouve « cool, concentré et urbain ». Elle choisit Stay the Night et Get Your Number comme les chansons les plus puissantes : « Ce sont les premiers airs de Carey où je n'aurais pas à payer pour l'écouter à nouveau. Pas mal, Mimi ». Jon Pareles, de The New York Times, donne une critique favorable à The Immaculate Collection et complimente le fait que Carey a écrit toutes les chansons et trouve que le son est frais et innovateur. Il poursuit : « Dans The Emancipation of Mimi, elle est cohérente, utilise moins de tours et est plus crédible. Elle trouve aussi ce que les autres chanteurs moindres ne peuvent pas acquérir : une certaine légèreté qui facilite son sens du contrôle ». Jozen Cummings de PopMatters donne sept étoiles sur dix et l'album est le rachat de ses deux précédents albums. De plus, il complimente les singles même si certains sont « ringards » ou « surproduit inutilement ». Todd Burns de Stylus donne la note B- et complimente son assortiment de rythmes et de tempos. Toutefois, il critique beaucoup la production de Dupri et The Neptunes, « inapproprié ». De plus, il critique parfois la voix de Carey qui est « tendue, faible et désinvolte » tout en affirmant qu'il y a une nette amélioration depuis ses derniers albums puis conclut : « C'est sans conteste le meilleur zlbum qu'elle a fait durant ce millénaire, mais souffre du fait que sa voix s'est détériorée – à cause des ravages qu'elle a subi ces quinze dernières années ». Sal Cinquemani de Slant Magazine donne la note de trois étoiles et demie sur cinq. L'album est une « rédemption » et a une bonne gamme de rythmes et de production selon lui. Tout en donnant une cfritique positive, celui-ci critique la voix de Carey qui est grésillante et écrite : « Une fois de plus, la marque de fabrique de Mariah a servi à autre chose, il semble juste aléatoire, existant juste pour nous convaincre que la voix est encore là – et elle y est en quelque sorte. En gratifiant ce qui est à la surface, on a toujours l'impression que Mariah a abimé sa voix ».

### Commercial

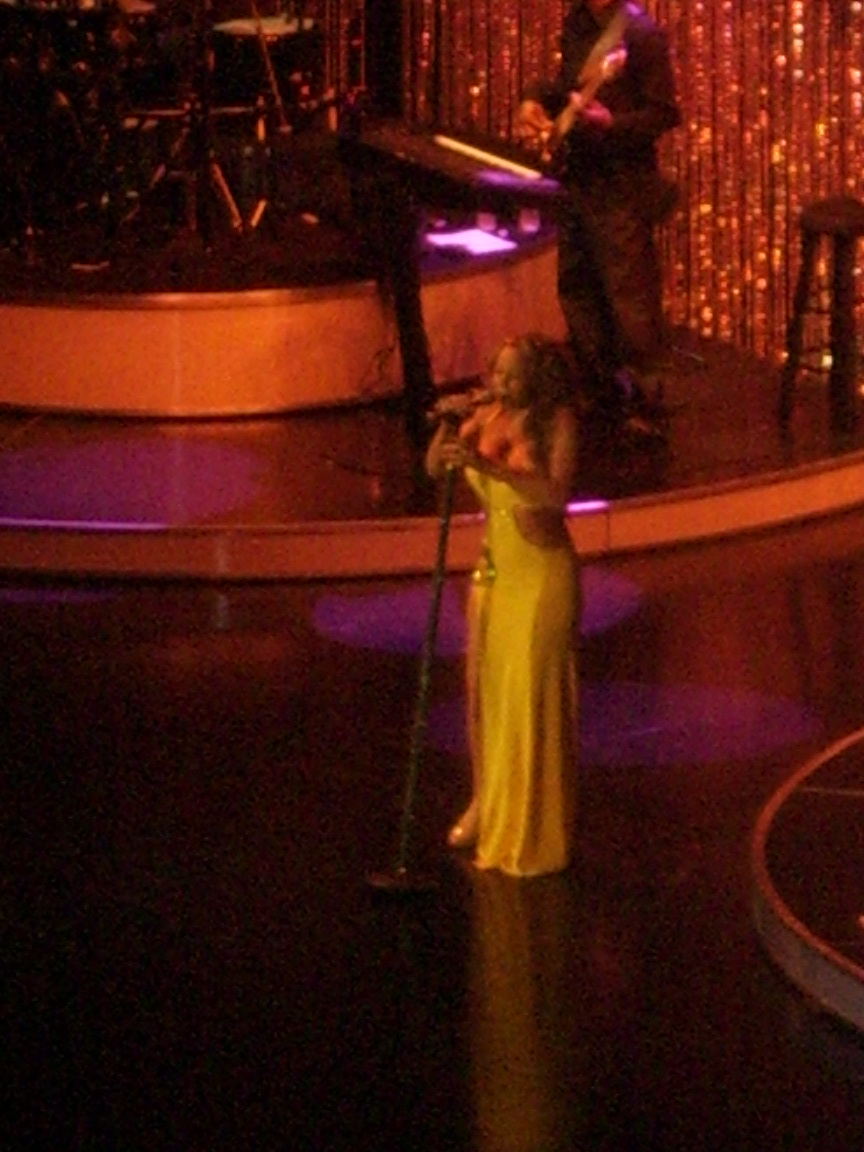
Mariah Carey interprétant Vision of Love lors des Adventures of Mimi Tour.

The Emancipation of Mimi devient l'album de Carey qui s'est le mieux vendu dans les années 2000. La première semaine, l'album s'écoule à 404 000 exemplaires aux États-Unis, la meilleure entrée de Carey jusqu'à ce que E=mc2 s'écoule à 463 000 exemplaires la première semaine après sa sortie. L'album devient son cinquième numéro un dans le pays et le troisième à entrer en première place. Il reste dans le top 5 des ventes pendant 22 semaines et revient à la première place sept semaines après son entrée. L'album reste dans le top 20 pendant 31 semaines avant de revenir dans le top 5 à la suite de la sortie de l'édition Ultra Platinum qui aide l'album à atteindre la quatrième place avec 185 000 ventes. En 2005, The Emancipation of Mimi est l'album le plus vendu aux États-Unis avec près de cinq millions d'exemplaires écoulés. Quelques semaines avant la fin de l'année, l'album a réalisé des meilleurs chiffres de vente que The Massacre de 50 Cent, sorti six semaines avant. C'est la première fois qu'un album féminin soit le plus vendu de l'année depuis Jagged Little Pill d'Alanis Morissette. Il est l'album de Carey qui a rencontré le plus de succès depuis Daydream, qui s'était vendu à dix millions d'exemplaires et avait reçu la certification disque de diamant par la Recording Industry Association of America (RIAA). Dix mois après sa sortie, l'album est certifié six fois disque de platine par la RIAA. En août 2010, environ 5 941 000 exemplaires s'étaient vendus aux États-Unis.
The Emancipation of Mimi entre dans le hit-parade australien le 17 avril 2005 à la treizième position. Trois mois plus tard, il atteint la sixième place et reste 46 semaines dans le classement. Il est certifié disque de platine par l'Australian Recording Industry Association (ARIA) et arrive en 27e position du classement annuel,. Au Canada, The Emancipation of Mimi entre à la seconde place, se vendant à 11 000 exemplaires,. À ce jour, l'album est certifié triple disque de platine par la Canadian Recording Industry Association (CRIA) et s'est vendu à 300 000 exemplaires. The Emancipation of Mimi débute au septième rang du hit-parade britannique le 6 avril 2005. Le 23 juillet, soit quatorze semaines après son entrée, l'album atteint à nouveau la septième position. L'album reste dans le classement pendant 43 semaines et est certifié double disque de platine par la British Phonographic Industry (BPI) et se vend à 621 352 exemplaires,. En France, l'album débute à la quatrième place le 9 avril 2005. Le disque passe un total de 51 semaines dans le classement et est certifié disque d'or par le Syndicat national de l'édition phonographique (SNEP). Les ventes sont estimées à 170 000 exemplaires. Huit mois après sa sortie en Europe, The Emancipation of Mimi est certifié disque de platine par l'International Federation of the Phonographic Industry pour la vente d'un million d'exemplaires. À Hong Kong, il reçoit le Gold Disc Award qui récompense les albums du top 10 chaque année. Il débute en seconde position du hit-parade japonais et est certifié disque de platine par la Recording Industry Association of Japan (RIAJ),. À la fin de l'année 2005, l'IFPI rapporte que The Emancipation of Mimi s'est vendu à 7,7 millions d'exemplaires et est le second album le plus vendu après X&Y et l'album le mieux vendu par une artiste féminine,,. À ce jour, The Emancipation of Mimi s'est vendu à douze millions d'exemplaires.

## Singles
It's Like That, le premier single, sort le 7 janvier 2005. La chanson reçoit principalement des critiques positives qui la trouvent « accrocheuse et contagieuse » et a la capacité de relancer la popularité de Carey sur MTV,. Elle arrive en septième position du Hot 100, la meilleure place depuis plusieurs années. It's Like That arrive en quatrième place du hit-parade britannique et atteint le top 10 en Australie, Italie et Suisse ainsi que le top 20 en France, Pays-Bas, Norvège et Danemark. Le clip présente Carey lors d'une fête pour célibataires dansant tout au long de la nuit et célébrant son émancipation. Wentworth Miller fait une brève apparition et se comporte comme son amant tandis qu'elle va voir d'autres hommes avec qui elle voudrait se marier. We Belong Together est le second single de l'album et est l'un des plus grands tubes de la chanteuse. Les critiques applaudissent sa voix et disent : « La Voix est revenue ». La chanson devient son seizième numéro un aux États-Unis et y reste quatorze semaines, le plus long numéro un des années 2000 et le plus long de la chanteuse depuis One Sweet Day (1995) qui y était restée seize semaines. Outre les records qu'elle bat, la chanson est nommée « meilleure chanson des années 2000 » par Billboard,. En dehors des États-Unis, le single est numéro un en Australie et atteint le top 5 aux Pays-Bas, Danemark, Nouvelle-Zélande, Espagne, Suisse et Royaume-Uni. Le clip est la suite de celui de It's Like That et montre Carey à son mariage avec un homme plus vieux qu'elle. Lors de la cérémonie, son amant (Miller) se révèle et emmène la chanteuse avec lui.
Shake It Off est le troisième single de The Emancipation of Mimi. La chanson arrive en seconde position du Hot 100 et se situe derrière We Belong Together. C'est la première fois qu'une femme occupe les deux premières places du hit-parade. La chanson sort en single avec Get Your Number en Australie et au Royaume-Uni, où il atteint le top 10. Get Your Number ne sort pas en single aux États-Unis mais en Europe et en Australie où il sort avec Shake It Off en 2006. Le clip montre Carey qui découvre l'infédilté de ses différents petits copains et qui décide visiter Hollywood pour se changer les idées. Don't Forget About Us est le quatrième single de l'album ; le premier de la ré-édition Ultra Platinum Edition. La chanson devient le 17e numéro un de Carey aux États-Unis et a autant de numéro un qu'Elvis Presley (elle le battra en 2008 avec Touch My Body). Say Somethin' est le cinquième single aux États-Unis et sort en même temps que Fly Like a Bird. Elle n'atteint pas le top 40 du Hot 100 mais le top 40 des hit-parades australien et britannique,,. -Fly Like a Bird est le sixième et dernier single. Il est diffusé sur les radios urbaines et Say Somethin' sur les radios pop. La chanson n'entre pas dans le Hot 100 mais atteint la quatrième position du Bubbling Under Hot 100 Singles qui classe les 25 singles qui n'entrent pas dans les cent premières ventes. Elle arrive à la 19e position du Hot R&B/Hip-Hop Songs et reste numéro un du Adult R&B Airplay pendant six semaines.
Autres chansons
Mine Again ne sort pas en single aux États-Unis en 2005 mais arrive en 73e position du Hot R&B/Hip-Hop Songs grâce à ses téléchargements et sa radiodiffusion. So Lonely n'est officiellement jamais sortie en single mais atteint la 65e position du Hot R&B/Hip-Hop Songs grâce à sa radiodiffusion sur certaines radios.

## Ultra Platinum Edition
Le 13 octobre 2005, Carey annonce qu'une nouvelle édition de l'album pourrait voir le jour le 15 novembre pour accompagner la sortie de son premier single, Don't Forget About Us. Elle déclare qu'elle avait gardé la nouvelle musique de son album mais l'a fait pour les fans, car ils auraient dû attendre « quelques années » pour pouvoir l'entendre. La chanteuse explique qu'Antonio Reid aimait beaucoup Don't Forget About Us et qu'il l'a convaincue « d'accélérer le processus et de faire quelques chansons maintenant ». Le CD doit sortir en deux formats, le premier avec quatre pistes bonus, et le second un coffret deux disques édition limitée avec le DVD des clips de It's Like That, We Belong Together, Shake It Off et Get Your Number. Le clip de Get Your Number est diffusé exclusivement en Europe car le single ne sort qu'en Europe et l'édition Ultra Platinum deux disques marque cette première sortie mondiale. De plus, le DVD inclut le récent tournage du clip de Don't Forget About Us, réalisé par Paul Hunter qui a travaillé avec la chanteuse sur le clip de Honey (1997).
Le seul single de la ré-édition, Don't Forget About Us, est écrite par Carey et Jermaine Dupri et produite par les mêmes personnes. Selon Jennifer Vineyard de MTV, Carey roucoule « à son amant de se laisser aller » mais aussi de « garder la mémoire ». En plus de Don't Forget About Us, les trois pistes bonus comportent une nouvelle chanson, Makin' It Last All Night (What It Do), le remix de We Belong Together avec Styles P. et Jadakiss, et So Lonely, une version modifiée du single de Twista avec Carey avec un couplet de plus de la chanteuse. Elle choisit Paul Hunter pour réaliser le clip de Don't Forget About Us car elle a toujours voulu faire quelque chose de similaire à la vidéo de Honey. Selon elle, la vidéo est « totalement inspirée » de Something's Got to Give. Comme l'Ultra Platinum Edition, la vidéo est un hommage à ses fans et comprend des messages secrets que seuls les fans « irréductibles » peuvent trouver, semblables aux codes de Shake It Off.

## Prix et distinctions
Après le succès critique et commercial qu'a rencontré l'album, The Emancipation of Mimi et ses chansons reçoivent plusieurs prix. Lors des Teen Choice Awards de 2005, Carey reçoit le prix « Chanson d'amour » pour We Belong Together et le prix du « Single le plus diffusé » lors des World Music Awards. We Belong Together reçoit d'autres prix comme le « Meilleur single R&B/Soul » ou « Meilleure chanson R&B/Soul féminine » lors des Soul Train Music Awards, le Vibe Award de la « Meilleure chanson R&B », les Billboard Music Awards de la « Chanson de l'année » et de la « Radiodiffusion de l'année » ainsi que les Radio Music Awards de la « Chanson de l'année – Radio urbaine et rythmique » et « Chanson de l'année, ». En 2006, la chanson continue à recevoir d'autres prix et gagne les Bambi Awards de la « Chanson de l'année », la « Chanson la plus interprétée » et la « Chanson numéro un du Billboard ». Shake It Off et Don't Forget About Us reçoivent deux récompenses pour la « Chanson la plus interprétée ». En plus des prix qu'ont reçus les chansons, The Emancipation of Mimi reçoit des prix en tant qu'album. Lors des Soul Train Music Awards de 2005, Carey reçoit le prix du « Meilleur album R&B/Soul » et « Meilleur album R&B/Soul féminin » et le prix de l'« Album de l'année » aux Vibe Awards,.
Lors des Grammy Awards de 2006, Carey reçoit huit nominations, le plus de nominations dans sa carrière en une année. De plus, elle reçoit deux nominations en 2007 à la suite de la sortie de l'Ultra Platinum Edition. The Emancipation of Mimi reçoit au total dix nominations entre 2006 et 2007. L'album est nommé dans les catégories « Album de l'année » et « Meilleur album R'n'B contemporain » tandis que We Belong Together est nommée dans les catégories « Disque de l'année », « Chanson de l'année », « Meilleure performance vocale R'n'B féminine » et « Meilleure chanson R'n'B ». It's Like That et Mine Again reçoivent chacune une nomination dans les catégories « Meilleure performance vocale pop féminine » et « Meilleure performance vocale R'n'B traditionnel ». À la fin de la cérémonie, Carey a remporté trois prix, « Meilleur album R'n'B contemporain », « Meilleure performance vocale R'n'B féminine » et « Meilleure chanson R'n'B ». En 2007, Don't Forget About Us est nommée dans les catégories « Meilleure performance vocale R'n'B féminine » et « Meilleure chanson R'n'B » mais ne gagne aucune des deux. Le magazine Rolling Stone classe l'album à la 43e position de sa liste sur les meilleurs albums de 2005. Entertainment Weekly le classe à la 21e place de sa liste sur les cent meilleurs albums des 25 dernières années.

## Promotion

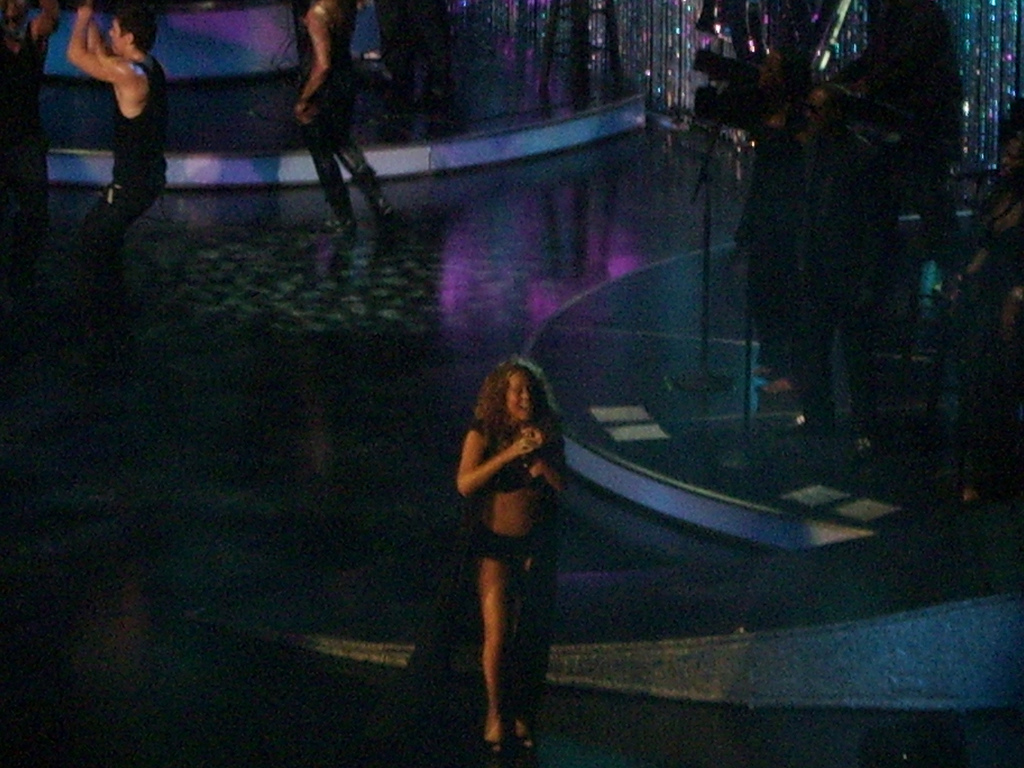
Carey interprétant Dreamlover lors des The Adventures of Mimi Tour.

Peu après la sortie de It's Like That, Carey embarque dans une tournée européenne et asiatique afin de promouvoir The Emancipation of Mimi et ses singles. Elle commence à promouvoir It's Like That lors des Echo Awards où elle ouvre la cérémonie. Elle apparaît sur scène avec un short rose et chante accompagnée de plusieurs danseurs et danseuse, habillés dans des tenues de soirée élégantes. Deux jours plus tard, le 8 avril, est diffusée une prestation pré-enregistrée datant du 19 mars lors de l'émission Wetten, dass..?. Au Royaume-Uni, Carey chante It's Like That, We Belong Together et Shake It Off lors d'une apparition en deux parties à l'émission Top of the Pops. Elle fait d'autres apparitions en Asie et en Europe et notamment lors d'une interview avec Le Grand Journal, et la prestation de We Belong Together aux émissions japonaises Music Station et Riponggi Hills. Après être retournée en Amérique, Carey annonce la sortie de son album lors d'une interview et d'un concert à Good Morning America. Le concert a lieu au Times Square et rassemble le plus grand nombre de personnes depuis le nouvel an 2004 et Carey interprète les trois premiers singles, Fly Like a Bird et Make It Happen,. La semaine suivante, elle chante We Belong Together aux BET Awards et une apparition supplémentaire au VH1 Save the Music, filmé le 17 avril au Beacon Theatre,,,. Devant un public de 3 000 personnes, elle commence un concert de trois parties avec It's Like That, accompagnée de Jermaine Dupri et Fatman Scoop. Le chanteur R'n'B John Legend monte sur scène et chante With You I'm Born Again avec elle. Au moment où Carey chante, elle apparaît sur scène avec une robe de soirée Roberto Cavalli. Après avoir changé de costume, Carey est rejointe par Trey Lorenz et reprennent I'll Be There des Jackson Five. Carey porte une robe de cocktail de Gucci et invite le public à chanter le dernier refrain avec elle.
Tout au long du mois de mai, Carey apparaît dans plusieurs émissions télévisées américaines, interprétant We Belong Together au The David Letterman Show le 5 mai, The Tonight Show with Jay Leno le 11 et The Ellen DeGeneres Show le 13 avec It's Like That,,,. Le 24, elle chante We Belong Together au The Oprah Winfrey Show et fait une interview. Elle apparaît avec une longue robe de soirée bleue et est accompagnée de trois chœurs,. Onze jours plus tard, le 4 juin, elle chante America the Beautiful, We Belong Together et It's Like That au Macy's Fourth of July Parade,. La semaine suivante, elle apparaît aux MTV Movie Awards,. Elle interprète We Belong Together avec une robe Armani rouge et des cheveux bouclés avec quatre danseurs,. Pour poursuivre la promotion de l'album, elle part au Royaume-Uni le 2 juillet et fait un concert au Hyde Park. 9,6 millions de britanniques regardent cette manifestation et 200 000 personnes y assistent,. Carey chante We Belong Together et Make It Happen puis poursuit par Hero avec une chorale d'enfants africains,. Après les évènements tragiques de l'ouragan Katrina sur la plaine du Golfe en août 2005, elle participe au concert Shelter from the Storm: A Concert for the Gulf Coast. Elle chante Fly Like a Bird avec une chorale de gospel,,. Selon Nielsen Media Research, 24 millions de personnes ont regardé ce concert aux États-Unis, qui a été diffusé sur douze chaînes et dans 95 pays. Le 3 août, USA Today annonce que Carey pourrait assister aux MTV Video Music Awards de 2005 le 28. La cérémonie se tient à l'American Airlines Arena dans le centre de Miami Beach et la prestation de Carey se tient au National Hotel à South Beach.

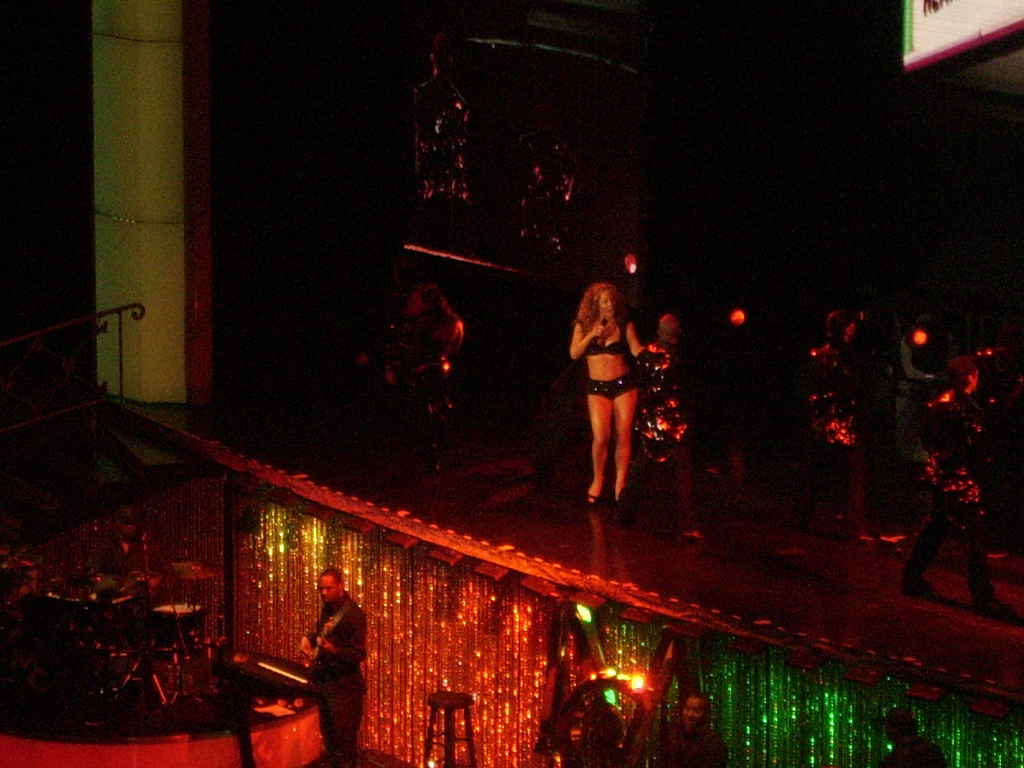
Carey interprète It's Like That à Tampa, lors des Adventures of Mimi Tour.

À part The Killers, elle est la seule personne à avoir chanté dans un autre lieu de Miami. Après avoir été annoncée par Eva Longoria, Carey apparaît sur une longue scène dans la cour de l'hôtel tandis que Dupri ouvre la chanson avec un rap. Deux danseurs se tiennent se tiennent sur des plateformes à un côté de la scène. Après avoir interprété Shake It Off et We Belong Together, elle plonge dans la piscine avec Dupri et les danseurs.
Après ces multiples cérémonies, Carey revient en Europe et participe aux Fashion Rocks qui se tiennent à Monaco. Après avoir été présentée par Donatella Versace, elle apparaît en robe métallique Versace. Elle interprète le remix de We Belong Together qui présente un accompagnement techno en plus de l'instrumentation du remix. Carey exécute une prestation similaire aux Bambi Awards en Allemagne en octobre 2005. Elle reçoit un prix car The Emancipation of Mimi s'est vendu à 100 000 exemplaires dans le pays. Ce prix reçoit beaucoup d'attention de la part des médias, surtout à cause de la tenue de Carey à la cérémonie. Le 15 novembre 2005, Chicago Tribune annconce que Carey pourrait assister à la fête de Thanksgiving entre Detroit Lions et Atlanta Falcons. Le 24, Carey interprète Shake It Off et son nouveau single, Don't Forget About Us. Le 22 novembre 2005, Carey ouvre la 33e cérémonie des American Music Awards qui ont lieu au Shrine Auditorium de Los Angeles. Elle apparaît sur scène avec « une robe fendue à la taille pailletée, argentée à fines bretelles » et chante Don't Forget About Us avant de recevoir le premier prix de la soirée. Dave West de Digital Spy la décrit comme une « prestation torride » et Carey « enthousiasme » le public avec son interprétation. Un mois plus tard, elle célèbre le nouvel an à la télévision au Times Square Ball drop à New York. L'évènement, intitulé Dick Clark's New Year's Rockin' Eve with Ryan Seacrest, est diffusé sur ABC à 22 heures le 31 décembre et interprète une sélection de plusieurs singles,,.

### Grammy Awards
Début 2006, Carey reçoit huit nominations aux Grammy Awards, le plus qu'elle ait reçu en une nuit. Grâce au succès de The Emancipation of Mimi, Carey décide retourner sur la scène des Grammy, la première fois depuis 1996. La prestation s'ouvre sur une vidéo pré-enregistrée avec Carey discutant de l'importance de la religion et de Dieu dans sa vie, et comment cela l'a aidé à traverser des moments difficiles dans son enfance et l'âge adulte. Elle apparaît avec une robe de soirée Chanel blanche et chante une version de We Belong Together. Les lumières se focalisent sur Clarence Keaton qui ouvre Fly Like a Bird avec un passage de la Bible comme dans la version studio de la chanson. Au milieu de la prestation, un rideau se lève et révèle une chorale qui rejoint Carey. À la fin, Carey reçoit une ovation pour l'interprétation de Fly Like a Bird puis Teri Hatcher désigne la nouvelle nomination et dit : « C'est comme si nous avions tous été sauvés ».
Les critiques sont ravis de la prestation de Carey à la suite de la cérémonie et Jon Pareles de The New York Times dit : « Une fois qu'elle est arrivée, elle gémit, grogne et descend de haut vers des extrêmes avec sa voix dans Fly Like a Bird ». Un journaliste de USA Today complimente son récital et écrit : « Carey gagne certainement le droit de sauver le projecteur cette année. Mais la diva fait de la place à la voix baryton de Walker dans Bird, son hommage flottant à Minnie Riperton ». Gary Susman d'Entertainment Weekly appelle Carey la « reine du comeback » et écrit : « C'était sa voix, elle montait en chevron comme pouvait le faire Carey ». Roger Friedman de Fox News révèle que la prestation est « le numéro qui envoie le public dans une frénésie ».

### Tour
Durant le premier trimestre 2006, Carey signe un contrat avec Pepsi qui a écrit et produit plus de 20 sonneries disponible sur les téléphones Motorola. Avec ce projet, Carey dit : « J'ai beaucoup de chance avec ce projet. C'est très créatif car je peux faire des choses que je n'aurais jamais pu faire pour un album ». De plus, Carey annonce plusieurs dates pour sa prochaine tournée, The Adventures of Mimi: The Voice, The Hits, The Tour,,. La tournée dure sur quarante dates dont 32 aux États-Unis et au Canada, deux en Afrique et six au Japon. Les tickets se vendent à partir du 2 juin 2006 et Randy Jackson n'est autre que le directeur de la tournée,. Selon elle, la tournée est une célébration de l'un des moments les plus importants de sa carrière, reprenant plusieurs tubes ainsi que des chansons de l'album. Dans une interview, elle explique la tournée et la musique qu'elle va interpréter :

« Avec cette tournée, je travaille sur différents arrangements pour mes anciennes chansons pour leur donner un petit peu plus de vie. Je ne suis pas en train de dire que nous faisons quelque chose totalement différent... (mais) j'adore rechanter mes chansons différemment. Je veux vraiment faire cette tournée avec mes vieilles et actuelles chansons. Ces chansons représentent beaucoup pour moi, cet instant est si merveilleux et je veux le partager avec mes fans. »

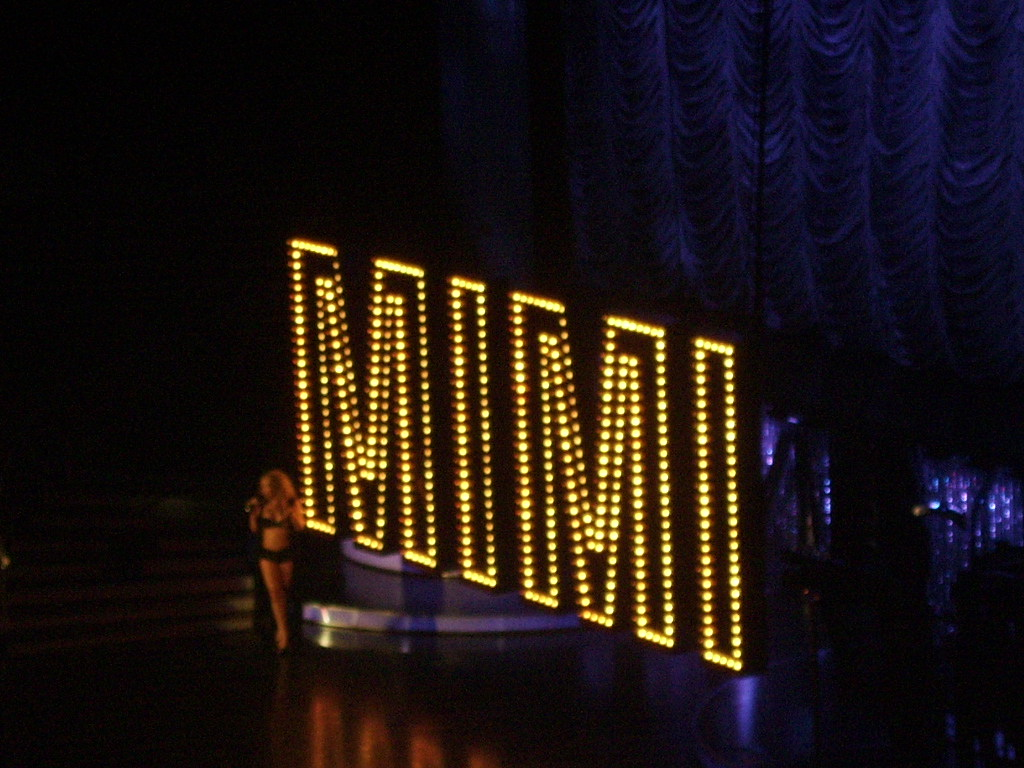
Une photo de la scène avec le mot MIMI, le logo de la tournée.

La tournée reçoit une attention médiatique, les critiques célèbrent la qualité de la voix de Carey et l'ensemble du concert. Tandis que la principale attraction de la tournée était sa voix, les critiques trouvent que le concert est excessif, avec beaucoup de changements de costumes et des vidéos pré-enregistrées tout au long de la tournée qui n'attirent pas l'attention du public. Suivant l'ouverture de son concert à Miami, la critique Jennifer Vineyard écrit : « Si c'était facile, personne ne pourrait être en admiration malgré tout le reste – les premiers pépins de la soirée, les commérages et tout – elle s'est coincée ». Similairement, après le concert du 23 août au Madison Square Garden, le critique Rafer Guzman pense que Carey crée une grosse balance entre son matériel adult contemporain ancien et son nouveau matériel R'n'B. De plus, il complimente l'incorporation de ses nouvelles chansons, et écrit : « Carey chante des cadences rap, qui lui sert de refrain crooner propre et prouve qu'elle sait comment diriger une piste dance ». Au milieu de la tournée, Carey passe deux nuits à Hong Kong pour voir si elle peut faire des concerts après le Japon. Cependant, après le lancement des ventes, les spectacles ont dû être annulés après que le manager de Carey, Benny Medina, affirme que le promoteur du concert ne pourrait pas lui verser l'argent qui avait été convenu. Bien que n'étant pas réfuté, le promoteur affirme que 4 000 tickets ont été vendus, indépendamment de la quantité d'argent qu'ils ont utilisée pour les publicités. Medina dit que 8 000 tickets ont été vendus et que même si peu de gens avaient acheté les tickets, Carey aurait chanté pour eux si le promoteur avait rendu l'argent. Par conséquent, elle le poursuit pour un million de dollars afin de couvrir les coûts supplémentaires liés à l'annulation de ces concerts. Durant les dépositions des avocats, le promoteur affirme qu'il a annulé l'accord à cause des faibles ventes de tickets ainsi que des « exigences outrageuses de Carey ».

### Edition 20eanniversaire
Pour célébrer le vingtième anniversaire de l'album The Emancipation of Mimi, Mariah Carey annonce la sortie d'une réédition disponible en vinyle (5 LP) et en digital le 30 mai 2025. Pour promouvoir sa sortie, le titre Don't Forget About Us (Kaytranada Remix) sort sur les plateformes digitales le 11 avril 2025. Le titre When I Feel It (co-produite par Carey et Mahogany), initialement prévu dans l'album, mais finalement remplacé par Joy Ride pour des raisons de clearance de sample, est disponible sur cette réédition.

## Liste des titres
| 1.    | It's Like That                         | Mariah Carey, Jermaine Dupri, Manuel Seal, Johntà Austin                                                                                       | Mariah Carey, Jermaine Dupri, Manuel Seal (coproduction) | 3:23 |
| 2.    | We Belong Together                     | Mariah Carey, Jermaine Dupri, Manuel Seal, Johnta Austin, Darnell Bristol, Babyface, Sidney DeWayne, Bobby Womack, Patrick Moten, Sandra Sully | Mariah Carey, Jermaine Dupri, Manuel Seal (coproduction) | 3:21 |
| 3.    | Shake It Off                           | Mariah Carey, Jermaine Dupri, Bryan Michael Cox, Johnta Austin                                                                                 | Mariah Carey, Jermaine Dupri                             | 3:52 |
| 4.    | Mine Again                             | Mariah Carey, James Poyser | Mariah Carey, James Poyser                               | 4:01 |
| 5.    | Say Somethin' (feat. Snoop Dogg)       | Mariah Carey, Pharrell Williams, Chad Hugo, Snoop Dogg                                                                                         | The Neptunes                                             | 3:44 |
| 6.    | Stay The Night                         | Mariah Carey, Kanye West, Thom Bell, Linda Creed                                                                                               | Mariah Carey, Kanye West                                 | 3:57 |
| 7.    | Get Your Number (feat. Jermaine Dupri) | Mariah Carey, Jermaine Dupri, John Philips, Bryan Michael Cox, Johnta Austin, Leslie John, Steve Jolley, Tony Swain                            | Mariah Carey, Jermaine Dupri, LROC (coproduction)        | 3:15 |
| 8.    | One And Only (feat. Twista)            | Mariah Carey, Samuel Lindey, Twista | Mariah Carey, The Legendary Traxster                     | 3:14 |
| 9.    | Circles                                | Mariah Carey, Big Jim | Mariah Carey, Big Jim                                    | 3:30 |
| 10.   | Your Girl                              | Mariah Carey, Marc Shemer | Mariah Carey, Scram Jones                                | 2:46 |
| 11.   | I Wish You Knew                        | Mariah Carey, Big Jim | Mariah Carey, Big Jim                                    | 3:34 |
| 12.   | To The Floor (feat. Nelly)             | Mariah Carey, Pharrell Williams, Chad Hugo, Cornell Haynes Jr.                                                                                 | The Neptunes                                             | 3:27 |
| 13.   | Joy Ride                               | Mariah Carey, Young Genius | Mariah Carey, Jeffery Grier                              | 4:03 |
| 14.   | Fly Like a Bird                        | Mariah Carey, Big Jim | Mariah Carey, Big Jim                                    | 3:53 |
| 57:10 |                                        | |                                                          |      |

Pistes bonus,
| No  | Titre                         | Auteur                                    | Producteur                   | Durée |
| --- | ----------------------------- | ----------------------------------------- | ---------------------------- | ----- |
| 15. | Sprung (Royaume-Uni et Japon) | Mariah Carey, Gloria Jones, Pamela Sawyer | Mariah Carey, Mahogany Music | 3:26  |
| 16. | Secret Love (Japon)           | Mariah Carey, Swizz Beatz                 | Mariah Carey, Swizz Beatz    | 3:09  |

Pistes bonus Ultra Platinum Edition
| No  | Titre                                                      | Auteur                                                                                          | Producteur                 | Durée |
| --- | ---------------------------------------------------------- | ----------------------------------------------------------------------------------------------- | -------------------------- | ----- |
| 17. | Don't Forget About Us                                      | M. Carey, J. Austin, B. Cox, J. Dupri                                                           | M. Carey, B. Cox, J. Dupri | 3:53  |
| 18. | Makin' It Last All Night (What It Do) feat. Jermaine Dupri | Carey, Jarod Alston, Austin, Cox, D. DeGrate, Dupri                                             | M. Carey, J. Dupri         | 3:51  |
| 19. | So Lonely (One & Only Part II) avec Twista                 | M. Carey, L. Daniels, Rodney Jerkins, Makeba Riddick, Adonis Shropshire, Carl "Twista" Mitchell | M. Carey, J. Dupri, B. Cox | 3:53  |
| 20. | We Belong Together (Remix) feat. Jadakiss et Styles P.     | M. Carey, Swizz Beatz                                                                           | M. Carey, Swizz Beatz      | 4:28  |

Bonus DVD
1. It's Like That (Video)
2. We Belong Together (Video)
3. Shake It Off (Video)
4. Get Your Number (Video)
5. Don't Forget About Us (Video) (Video bonus Japon)

## Crédits
Crédits de The Emancipation of Mimi issus d'AllMusic,
- Mariah Carey – compositeur, auteur, producteur, chant, chœurs
- Johntà Austin – compositeur
- T.D. Bell – compositeur, auteur
- Courtney Bradley – chœurs
- Darnell Bristol – auteur
- Calvin Broadus – compositeur, auteur, chant
- Rick Brunermer – flûte, saxophone ténor
- Bryan Michael Cox – compositeur, auteur, producteur
- Linda Creed – auteur
- Donald DeGrate – auteur
- Sidney DeWayne – auteur
- Jeff Dieterie – trombone
- Darryl Dixon – saxophone alto
- Charlie Drayton – batterie
- Jermaine Dupri – compositeur, auteur, producteur, mixage audio, chant
- Kenneth Edmonds – compositeur, auteur
- Isaac Freeman – chant
- Cornell Haynes – auteur, chant
- Loris Holland – claviers
- Chops Horns – cor
- Chad Hugo – compositeur, auteur
- Ashley Ingram – compositeur, auteur
- Randy Jackson – basse
- Rodney Jerkins – auteur
- Leee John – auteur
- Jeffrey Lee Johnson – guitare
- Sidney Allan Johnson – compositeur
- Nick Jolley – compositeur, auteur
- Rev. Dr. Clarence Keaton – chœurs
- Samuel Lindley – auteur
- Trey Lorenz – chant, chœurs
- Carl Mitchell – compositeur, auteur, chant
- Patrick Moten – compositeur, auteur
- James Phillips – compositeur, auteur
- Jason Phillips – chant
- James Poyser – compositeur, auteur, producteur, claviers
- L.A. Reid – producteur exécutif
- Joe Romano – bugle, trompette
- Manuel Seal Jr. – compositeur, auteur
- Sha – compositeur
- Marc Shemer – auteur
- David Styles – chant
- Sandra Sully – auteur
- Tony Swain – auteur
- Maryann Tatum – chœurs
- Sherry Tatum – chœurs
- Kanye West – auteur, producteur
- Pharrell Williams – compositeur, auteur, chant
- Bobby Womack – auteur
- James Wright – compositeur, auteur, producteur, claviers

## Classements et certifications
| Pays                                        | Position | Certification |
| ------------------------------------------- | -------- | ------------- |
| Allemagne                                   | 14       | Or            |
| Australie                                   | 6        | Platine       |
| Autriche                                    | 19       | –             |
| Belgique (Nl)                               | 31       | –             |
| Belgique (Fr)                               | 26       | –             |
| Brésil                                      | –        | Or            |
| Canada                                      | 2        | 3 × Platine   |
| Danemark                                    | 2        | –             |
| Espagne                                     | 15       | Or            |
| Europe                                      | 4        | Platine       |
| France                                      | 4        | Or            |
| Grèce (International)                       | 2        | –             |
| Hong Kong                                   | –        | Or            |
| Irlande                                     | 18       | –             |
| Italie                                      | 15       | –             |
| Japon                                       | 2        | Platine       |
| Nouvelle-Zélande                            | 12       | Platine       |
| Pays-Bas                                    | 8        | Or            |
| Pologne                                     | 22       | –             |
| Portugal                                    | 25       | –             |
| Royaume-Uni                                 | 7        | 2 × Platine   |
| Suède                                       | 32       | –             |
| Suisse                                      | 9        | –             |
| États-Unis Billboard 200                    | 1        | 6x Platine    |
| États-Unis Billboard Top R&B/Hip-Hop Albums | 1        | 6x Platine    |

| Pays                     | Position | Année | Période   |
| ------------------------ | -------- | ----- | --------- |
| Allemagne                | 77       | 2005  | 2004-2005 |
| Australie                | 27       | 2005  | 2004-2005 |
| Belgique (Fr)            | 94       | 2005  | 2004-2005 |
| France                   | 48       | 2005  | 2004-2005 |
| Japon                    | 61       | 2005  | 2004-2005 |
| Nouvelle-Zélande         | 38       | 2005  | 2004-2005 |
| Pays-Bas                 | 47       | 2005  | 2004-2005 |
| Royaume-Uni              | 31       | 2005  | 2004-2005 |
| Suisse                   | 78       | 2005  | 2004-2005 |
| États-Unis Billboard 200 | 1        | 2005  | 2004-2005 |
| [ 52 ]                   | 2        | 2005  | 2004-2005 |

| Pays       | Position | Année | Période   |
| ---------- | -------- | ----- | --------- |
| États-Unis | 27       | 2009  | 2000-2009 |

### Classements des singles
| 2005                             | It's Like That                  | 16 | 17 | 14 | 9  | – | 16 | 26 | 21 | 4  | 10 | - AUS : Or - ÉU : Or                          |
| 2005                             | We Belong Together              | 1  | 1  | 11 | 1  | – | 12 | 2  | 2  | 2  | 4  | - AUS : Platine - NZ : Platine - ÉU : Platine |
| 2005                             | Shake It Off                    | 2  | 2  | –  | 6  | – | –  | –  | 5  | 9  | –  | - AUS : Or - ÉU : Or                          |
| 2005                             | Get Your Number                 | –  | –  | 7  | 19 | – | –  | 10 | 34 | 9  | 14 | –                                             |
| 2005                             | Don't Forget About Us           | 1  | 1  | 41 | 12 | – | –  | 32 | 12 | 11 | 19 | - ÉU : Or                                     |
| 2006                             | Say Somethin' (avec Snoop Dogg) | 79 | –  | 63 | 26 | – | –  | –  | –  | 27 | 55 | –                                             |
| "–" Aucune entrée/certification. |                                 |    |    |    |    |   |    |    |    |    |    |                                               |

## Historique de sortie
| Pays             | Date (Édition standard) | Date (Édition Platinum) | Format                        | Label                          |
| ---------------- | ----------------------- | ----------------------- | ----------------------------- | ------------------------------ |
| Mexique          | 30 mars 2005            | 15 novembre 2005        | CD, Téléchargement de musique | The Island Def Jam Music Group |
| Australie        | 4 avril 2005            | 31 octobre 2005         | CD, Téléchargement de musique | The Island Def Jam Music Group |
| Autriche         | 4 avril 2005            | 31 octobre 2005         | CD, Téléchargement de musique | The Island Def Jam Music Group |
| Belgique         | 4 avril 2005            | 31 octobre 2005         | CD, Téléchargement de musique | The Island Def Jam Music Group |
| Brésil           | 4 avril 2005            | 14 novembre 2005        | CD                            | The Island Def Jam Music Group |
| Allemagne        | 4 avril 2005            | 25 novembre 2005        | CD, Téléchargement de musique | Universal Music Group          |
| Irlande          | 4 avril 2005            | 31 octobre 2005         | CD, Téléchargement de musique | The Island Def Jam Music Group |
| Italie           | 4 avril 2005            | 31 octobre 2005         | CD, Téléchargement de musique | The Island Def Jam Music Group |
| Pays-Bas         | 4 avril 2005            | 11 novembre 2005        | CD                            | The Island Def Jam Music Group |
| Nouvelle-Zélande | 4 avril 2005            | 31 octobre 2005         | CD, Téléchargement de musique | The Island Def Jam Music Group |
| Norvège          | 4 avril 2005            | 31 octobre 2005         | CD, Téléchargement de musique | The Island Def Jam Music Group |
| Suisse           | 4 avril 2005            | 11 novembre 2005        | CD                            | Sony BMG Music Entertainment   |
| Royaume-Uni      | 4 avril 2005            | 14 novembre 2005        | CD, Téléchargement de musique | Mercury Records                |
| Canada           | 5 avril 2005            | 15 novembre 2005        | CD, Téléchargement de musique | Universal Music Group          |
| France           | 12 avril 2005           | 15 novembre 2005        | CD, Téléchargement de musique | The Island Def Jam Music Group |
| Japon            | 12 avril 2005           | 15 novembre 2005        | CD                            | The Island Def Jam Music Group |
| Suède            | 12 avril 2005           | 18 novembre 2005        | CD                            | The Island Def Jam Music Group |
| États-Unis       | 12 avril 2005           | 15 novembre 2005        | CD, Téléchargement de musique | The Island Def Jam Music Group |
| Chine            | 11 mai 2005             | 15 novembre 2005        | CD                            | Universal Music Group          |

## Compléments